# Carlo Riva Vercellotti
Carlo Riva Vercellotti (Novara, 5 luglio 1970) è un politico italiano, presidente della provincia di Vercelli dal 30 maggio 2011 al 29 agosto 2019.

## Biografia
Nato il 5 luglio 1970, Carlo Riva Vercellotti consegue la Maturità Scientifica presso il Liceo Avogadro di Vercelli e successivamente la Laurea in Scienze Politiche presso l'Università degli Studi di Torino. È sposato con Flavia e papà delle piccole Linda e Lavinia.
Da sempre impegnato in attività legate al mondo politico, sportivo ed al volontariato, nel 1994 entra in Forza Italia.
Assume il primo incarico amministrativo nel 1997 quando diventa Assessore del Comune di Gattinara, carica che mantiene fino al 2000.
Contemporaneamente, nel 1999, è nominato Assessore Provinciale, incarico che si concluderà nel 2007.
È il 2006 quando torna alla vita amministrativa di Gattinara e viene eletto sindaco, esperienza che porterà fino al termine del mandato nella primavera del 2011.
Dal 2008 al 2011 è stato anche Presidente della Società Nordind Spa che si occupa di promuovere insediamenti produttivi in Piemonte.
Dal 2012 svolge l'attività di amministratore in società di produzione di energie rinnovabili. Dal 2010 al 2013 ha ricoperto la carica di Commissario di Governo in società cooperative edilizie nella regione Lazio.
La sua attività di Presidente della provincia di Vercelli inizia nel 2011, quando vince le elezioni con una coalizione di Centro Destra; a questa carica si è affiancata, nello stesso anno e fino all'ottobre del 2012, quella di Presidente del Consiglio delle Autonomie Locali del Piemonte.
Attualmente è Vice Presidente dell'Unione Province d'Italia e componente della delegazione italiana al Congresso dei Poteri Locali del Consiglio d'Europa.
Nel 2016 è rieletto Presidente della Provincia.
Alle elezioni regionali in Piemonte del 2019 vinte dal centro-destra viene eletto consigliere regionale oltre a diventare consigliere comunale a Vercelli con la vittoria di Andrea Corsaro. Ad agosto si dimette da Presidente di Provincia.
Dal 2021 entra in Fratelli d'Italia.